# RIHA Journal

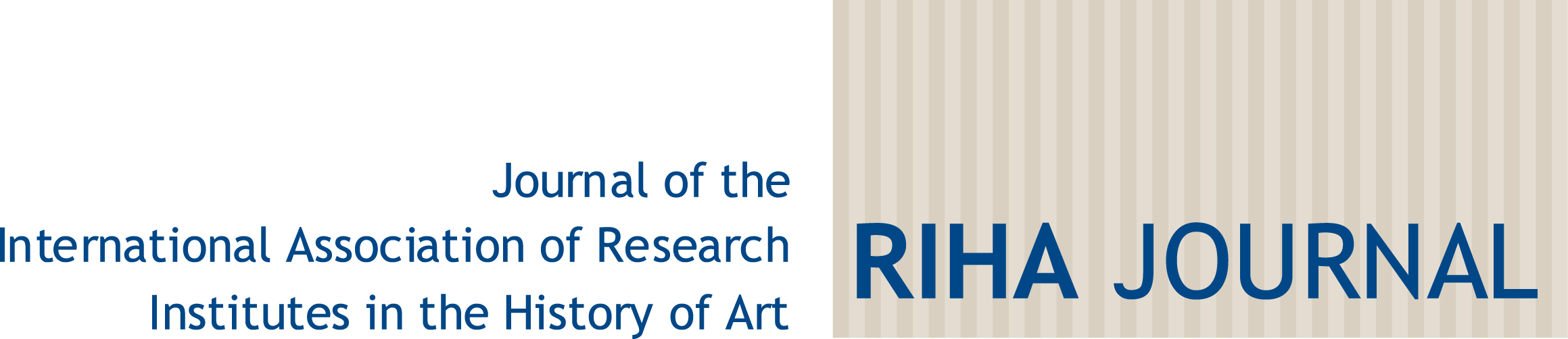
Logo RIHA Journal

Das RIHA Journal ist eine internationale Online-Zeitschrift für kunsthistorische Forschung. Sie wird herausgegeben von RIHA – International Association of Research Institutes in the History of Art und ist damit ein Gemeinschaftsprojekt von 28 kunsthistorischen Forschungsinstituten in 19 Ländern weltweit (s. u. für eine Liste der RIHA Institute).
Im RIHA Journal erscheinen aktuelle Forschungsartikel aus den Bereichen Kunst- und Architekturgeschichte, Bildwissenschaften und Kunsttheorie. Ein anonymes Begutachtungsverfahren (blind peer review) ist fester Bestandteil des Redaktionsprozesses. Als Open-Access-Zeitschrift stellt das RIHA Journal alle Beiträge kostenfrei zur Verfügung.
Die Zentralredaktion ist am Zentralinstitut für Kunstgeschichte in München angesiedelt. Das RIHA Journal wird gefördert durch den Beauftragten der Bundesregierung für Kultur und Medien (BKM).
Das RIHA Journal wird von den folgenden Instituten gemeinsam herausgegeben:
- Barcelona: Instituto Amatller de Arte Hispánico
- Bratislava: Institute for Art History, Slovak Academy of Sciences (Ústav dejín umenia SAV)
- Brüssel: Institut Royal du Patrimoine Artistique – Koninlijk Instituut voor het Kunstpatrimonium (IRPA-KIK)
- Budapest: Institute for Art History (Müvészettörténeti Kutatóintézet), Hungarian Academy of Sciences
- Bukarest: Institute for Art History "George Oprescu", Romanian Academy
- Edinburgh: Visual Arts Research Institute Edinburgh (VARIE)
- Florenz: Kunsthistorisches Institut in Florenz (Max-Planck-Institut)
- Krakau: International Cultural Centre (Miedzynarodowe Centrum Kultury)
- Ljubljana: France Stele Institute of Art History, Scientific Research Center of the Slovenian Academy of Sciences and Arts (Umetnostnozgodovinski inštitut Franceta Steleta Znanstvenoraziskovalni Center Slovenske akademije znanosti in umetnosti)
- London: The Courtauld Institute of Art
- London: Warburg Institute
- Los Angeles: The Getty Research Institute for the History of Art and the Humanities
- München: Zentralinstitut für Kunstgeschichte
- Paris: Deutsches Forum für Kunstgeschichte (Centre allemand d'histoire de l'art)
- Paris: Institut National d’Histoire de l’Art
- Prag: Institute of Art History, Academy of Sciences of the Czech Republic (Ustav dejin umeni, Akademie ved Ceské Republiky)
- Rom: Bibliotheca Hertziana (Max-Planck-Institut für Kunstgeschichte)
- Rom: Istituto Nazionale di Archeologia e Storia dell’Arte
- Stockholm: Nationalmuseum
- Den Haag: Netherlands Institute for Art History (Rijksbureau voor Kunsthistorische Documentatie, RKD)
- Venedig: Fondazione Giorgio Cini, Instituto di Storia dell’Arte
- Warschau: Institute of Art of the Polish Academy of Sciences (Instytut Sztuki Polskiej Akademii Nauk)
- Washington, D.C.: Center for Advanced Study in the Visual Arts (CASVA)
- Wien: Kommission für Kunstgeschichte der Österreichischen Akademie der Wissenschaften
- Williamstown: Clark Art Institute
- Zagreb: Institute of Art History (Institut Za Povijest Umjetnosti)
- Zürich: Schweizerisches Institut für Kunstwissenschaft (SIK-ISEA)